# Khu tự quản Dubai

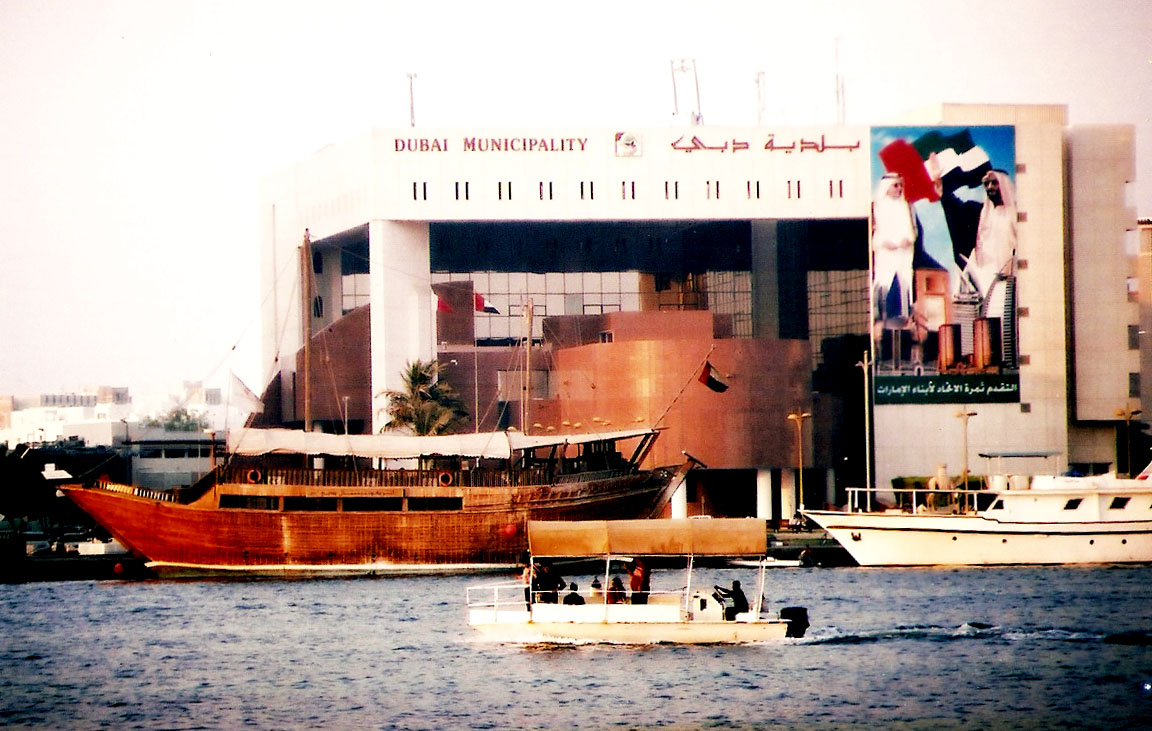
Khu tự quản thành phố Dubai ở Deira.

Khu tự quản Dubai (tiếng Ả Rập: بلدية دبي) là khu tự quản có thẩm quyền đối với các dịch vụ của thành phố và bảo trì các cơ sở tại tiểu vương quốc Dubai, Các Tiểu vương quốc Ả Rập Thống nhất. Nó thuộc Chính phủ Dubai.

## Lịch sử
Nó được thành lập vào năm 1954 bởi Thái tử Dubai, Rashid bin Saeed Al Maktoum. Năm 2001, khu tự quản bắt tay vào một dự án chính phủ điện tử để cung cấp 40 dịch vụ trực tuyến của thành phố thông qua cổng thông tin điện tử.